# أندريه كورديرو
أندريه كورديّرو هو لاعب كرة الماء برازيلي، ولد في 9 أغسطس 1967 في ريو دي جانيرو في البرازيل.